# 缅甸国旗
緬甸國旗是東南亞國家緬甸所使用的旗幟。緬甸政府在2010年根據2008年通過的《緬甸聯邦共和國憲法》有關國家標誌的規定，修改國旗圖案。並於2010年10月21日正式啟用新國旗，國旗樣式為黃綠紅三色加一顆白色五角星。

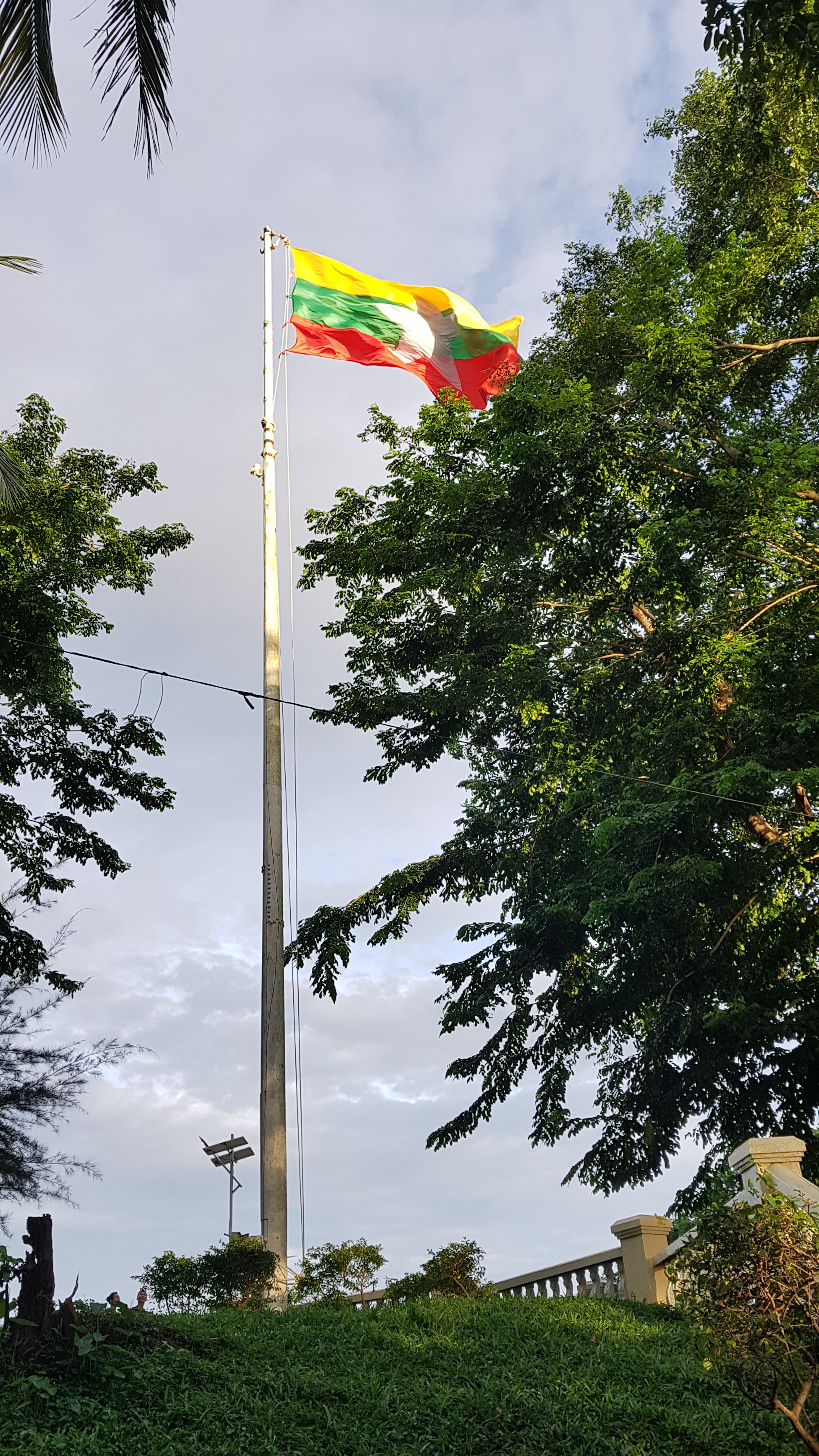
飘扬的缅甸国旗

## 樣式與含義
- 外觀為黃綠紅三條線，中間有一顆白色巨大五角星[3]。黄色象征团结，绿色象征和平、安宁以及代表青葱翠绿的国家，红色象征勇敢和决心。白色五角星代表聯邦永久长存。此三色旗的樣式和第二次世界大戰中，在日本支持下建國的緬甸國國旗类似（不過顏色略有調整），唯一的差異在於，緬甸國國旗的中心不是白星，而是象徵貢榜王朝的綠孔雀。

| 顏色標準     | 黃        | 白          | 綠         | 紅        |
| ------------ | --------- | ----------- | ---------- | --------- |
| Pantone      | 116       | N.A.        | 361        | 1788      |
| 網頁顏色標準 | #FFCD00   | #FFFFFF     | #43B02A    | #EE2737   |
| RGB          | 255-205-0 | 255-255-255 | 67-176-42  | 238-39-55 |
| CMYK         | 0-10-98-0 | 0-0-0-0     | 68-0-100-0 | 0-93-82-0 |

## 更换国旗
2006年11月10日的一次宪法会议上提出新国旗方案，新国旗由等宽的绿、黄、红三色横条带和左上角一颗白星组成。2007年9月又提出另一个方案，该方案中白星放在旗面中央并被放大，色条排列也变为黄、绿、红。

### 采用新国旗

1990年—2012年存在的流亡政府缅甸联邦全国联合政府使用的缅甸国旗样式。据称是在2008年后使用的国旗样式，但颜色深浅与当今略有不同。

2006年提议的缅甸新国旗设计

2007年9月提议的新国旗包含在2008年缅甸宪法中，并在2008年缅甸宪法公投中获得承认。政府官员被要求在当地时间2010年10月21日下午3点前降下旧国旗，还传出要求保证焚毁所有旧国旗的命令。直到国旗更换后不久，国家媒体才宣布采用新国旗。
执政党全民盟在2019年7月提出了一系列宪法修正案，其中包括更改国旗的修正案。全民盟、掸族民主联盟、佐米民主代表大会、缅甸民族团结党四个政党提出了四种新国旗的旗帜设计。全国民主联盟首先提议更改国旗，因为他们不认为2010年采用的国旗得到缅甸人民的充分支持。提议的标志基于该国家独立时所采用的国旗，是一面紅底旗幟，左上角為藍底，中間有一顆白色巨大五角星和14个较小的白色五角星，象徵十四個行政單位。 左上角蓝色旗帜内是代表联邦的大白星，周围是代表该国邦和地区的14个较小的白星。 

### 2019年新国旗草案

2019年佐米民主代表大会提出的建议国旗案
2019年缅甸民族团结党提出的建议国旗案
2019年掸族民主联盟提出的建议国旗草案
2019年掸族民主联盟提出的建议国旗草案

#### 2019年民盟提出的建议国旗案

在2019年提出的国旗建议案

执政党全国民主联盟于2019年7月提出了一系列宪法修正案，其中包括更改国旗的修正案。全国民主联盟提议更改国旗，因为他们不认为2010年采用的国旗得到缅甸人民的充分支持。提议的标志基于该国家独立时所采用的国旗，是一面紅底旗幟，左上角為藍底，中間有一顆白色巨大五角星和14个较小的白色五角星，象徵十四個行政單位。 左上角蓝色旗帜内是代表联邦的大白星，周围是代表该国邦和地区的14个较小的白星，简单来说是把1974年版本的国旗左上角的齿轮和麦穗改为一颗大白色五角星。

## 國旗歷史

### 独立前反殖民旗帜的影响
1930年，缅甸亚洲青年党（又称我缅人协会）采用黄、绿、红三色旗， (1935年，在三色旗中央添加了一只孔雀。 1938年，缅甸亚洲青年党的左翼分子用锤子和镰刀取代了孔雀。在英国统治缅甸期间，这两种三色旗都被反殖民主义者广泛使用。缅甸独立军也使用过孔雀旗，缅甸邦在1943年至1945年期间采用它作为国旗。1943年，推出了孔雀风格化的版本。此版本由缅甸国防军使用（孔雀为红色），并由缅甸国使用（孔雀为金色）。有两首同名歌曲“ 緬甸語：”（意为“三色歌”），由两位不同的作曲家创作，讲述了三色象征背后的含义以及缅甸人民的希望。

缅甸亚洲青年党旗帜，最早的三色旗 (1930)
缅甸亚洲青年党旗帜，旗帜中央添加孔雀 (1935)
缅甸亚洲青年党旗帜，左翼共产主义者使用的旗帜 (1938)
缅甸亚洲青年党旗帜，左翼共产主义者使用的旗帜 (1938)
缅甸独立军军旗 (1942)
缅甸国 (1943年原版旗帜)
缅甸国旗帜
缅甸国防军 (1943年)

在这三色旗中，黄色象征着佛教和教育，绿色代表谷物、农作物、矿物和珠宝，红色象征着勇敢或勇气，孔雀代表着贡榜王朝。

### 抵抗旗帜

抵抗旗帜（1945年）

1945年，缅甸国民军倒戈，与当地抵抗力量并肩抗日。一面新旗帜被采用，底色为红色，上方有一颗白星，被称为“抗日旗帜”。这面旗帜又一度成为了反法西斯人民自由联盟的旗帜。

### 影响
三色旗和抵抗旗与殖民前和独立后的国旗一起被描述为“国旗”。 1948-1974 年的国旗暗示并尊重抵抗旗，而所有的三色旗都被现行国旗提及和尊重。
前任國旗採用於1974年1月3日，奈溫執政時期。是一面紅底旗幟，左上角為藍底，上有白色十四五角星，象徵十四個行政單位。中間為齒輪和稻的圖案，是工農的象徵。紅色象徵人民的英勇和果敢，白色弘揚了緬甸人純潔的天性和美德，藍色則是和平與統一的象徵。
| 國旗 | 國家     | 使用          |
| ---- | -------- | ------------- |
|      | 勃固王朝 | （1300-1500） |
|      | 贡榜王朝 | （1752-1885)  |

| 國旗 | 國家     | 使用          |
| ---- | -------- | ------------- |
|      | 英屬緬甸 | （1824-1939） |
|      | 英屬緬甸 | （1939-1942） |
|      | 英属缅甸 | （1941-1942） |
|      | 英屬緬甸 | （1945-1948） |

| 國旗 | 國家             | 使用          |
| ---- | ---------------- | ------------- |
|      | 日本占领下的缅甸 | （1942-1943） |
|      | 缅甸国           | （1943-1945） |
|      | 缅甸国           | （1945）      |

| 缅甸獨立後國旗 |                        |               |
| \| 國旗 \| 國家 \| 使用 \| \| ---- \| ---------------------- \| ------------- \| \| \| 緬甸聯邦 \| （1948-1974） \| \| \| 緬甸聯邦社會主義共和國 \| （1974-1988） \| \| \| 緬甸聯邦 \| （1988-2010） \| \| \| 緬甸聯邦共和國 \| （2010-至今） \| |                        |               |
| |                        |               |
| 國旗 | 國家                   | 使用          |
| | 緬甸聯邦               | （1948-1974） |
| | 緬甸聯邦社會主義共和國 | （1974-1988） |
| | 緬甸聯邦               | （1988-2010） |
| | 緬甸聯邦共和國         | （2010-至今） |

## 其他旗帜

### 主要政党

联邦巩固与发展党
缅甸全国民主联盟
掸族民主联盟
德昂民族党
佤邦联合党

### 军警部队

#### 现今旗帜

缅甸国防军旗
缅甸國防部旗
缅甸國防部总司令旗
缅甸國防部总司令旗（截止到2010年）
缅甸國防部总司令旗（截止到2010年）
缅甸陆军旗（约1990年起使用）
缅甸陆军通信兵团旗帜
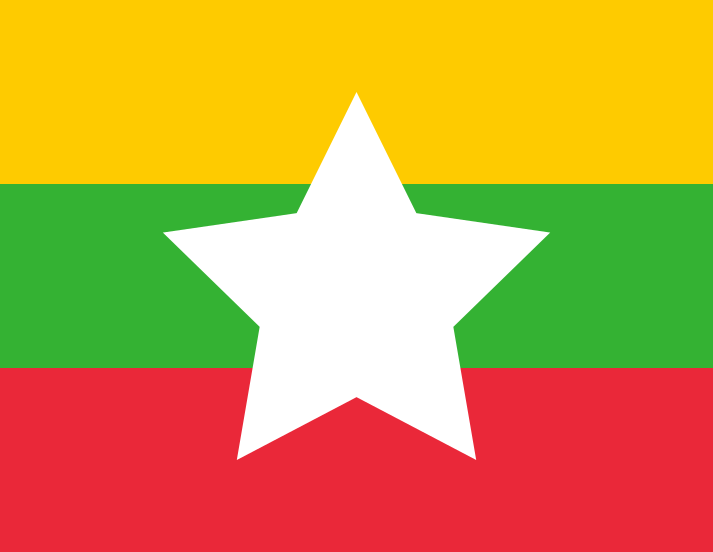
边防部队旗
缅甸军队西部司令部旗帜
缅甸海军旗 （1994年起使用）
缅甸空军旗（约2010年起使用）
缅甸警察部队旗
缅甸海岸警卫队旗

#### 历史旗帜

缅甸政府旗（海上用旗）（1948-1974）
缅甸民船旗（1952-1974）
缅甸民船旗（1974-2010）
缅甸总统旗（1948-1962）
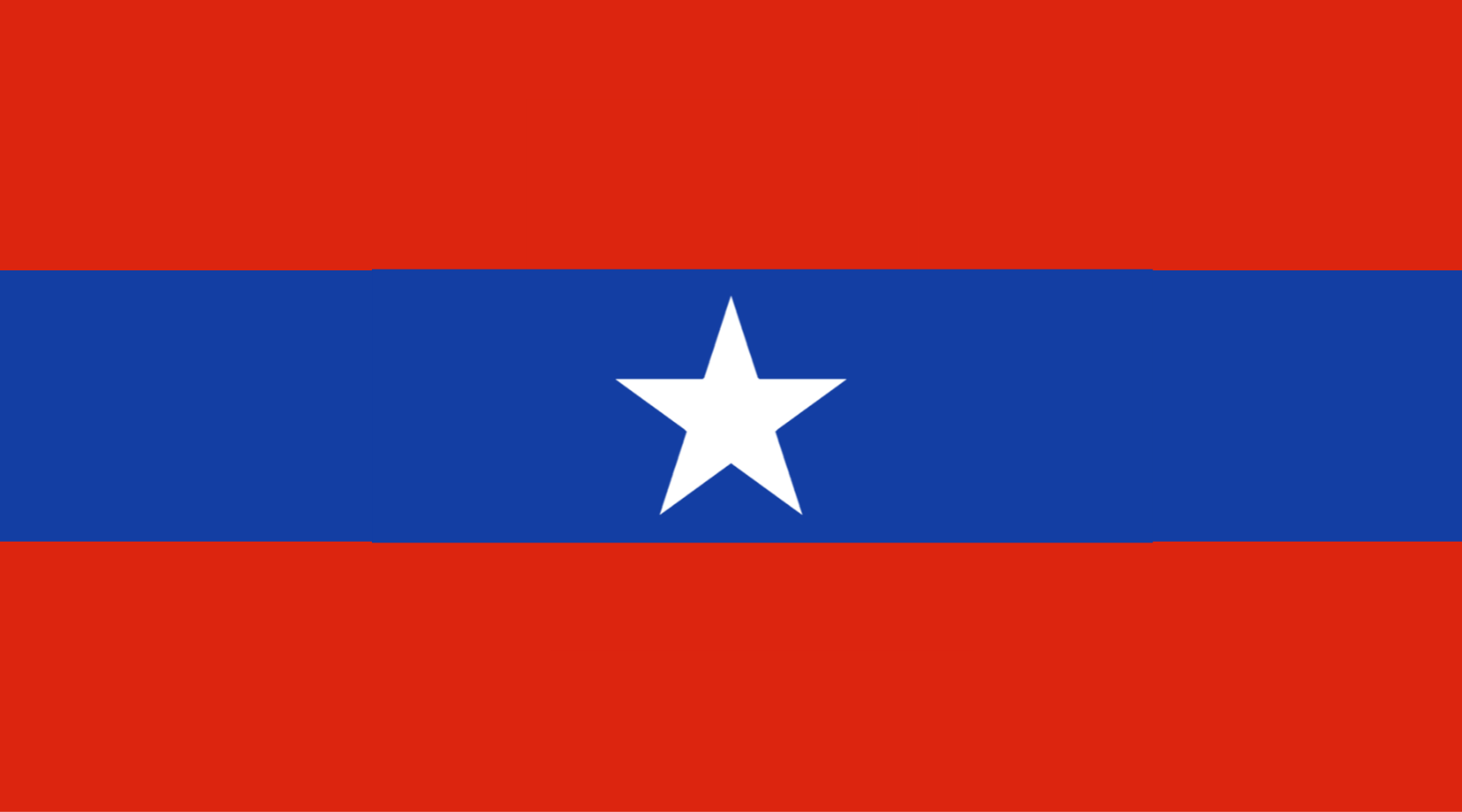
缅甸陆军旗 (1948-约1990)
缅甸海军旗（1948-1974）
缅甸海军旗（1974-1994）
缅甸空军旗（1948-1974）
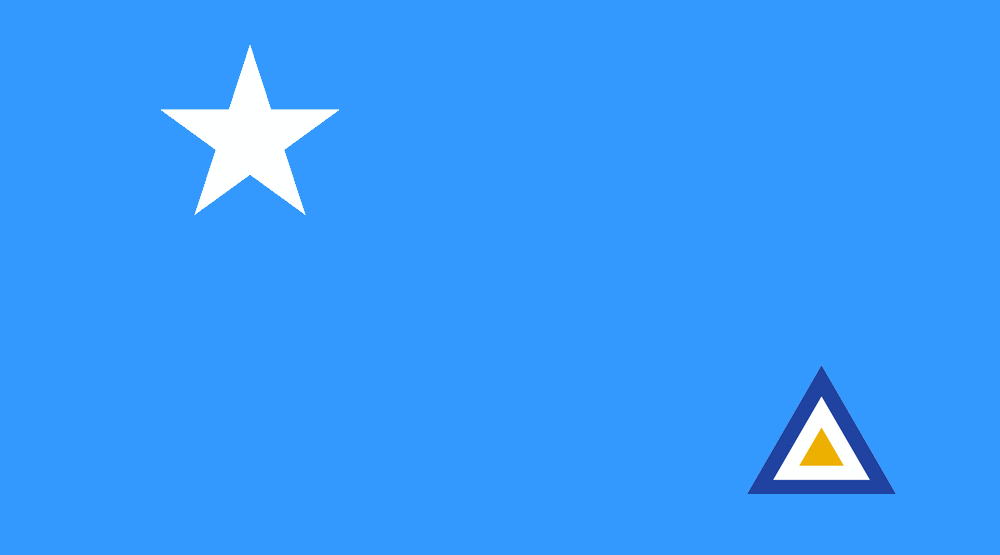
缅甸空军旗（1974-约2010）

### 地方旗帜

#### 首都

内比都联邦区

#### 省

仰光省旗帜
伊洛瓦底省旗帜
勃固省旗帜
德林达依省旗帜
马圭省旗帜
曼德勒省旗帜
实皆省旗幟

#### 邦

欽邦旗幟 (1986年起使用)[21]
克欽邦旗幟 (2010年起使用)
克耶邦旗幟 (2010年起使用)
克倫邦旗幟
孟邦旗幟（2018年6月8日起使用）[22]
撣邦旗幟 (2010年起使用)[23]
若開邦旗幟 (约2002年起使用)

#### 自治区

勃欧自治区
德昂自治区
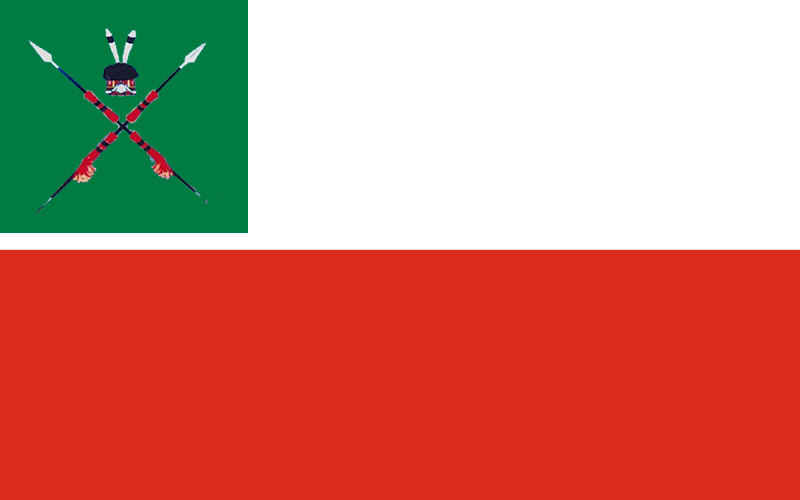
那加自治区
德努自治区
佤族自治区

#### 自治实体

缅甸联邦第一特区（果敢）旗帜
佤邦旗幟
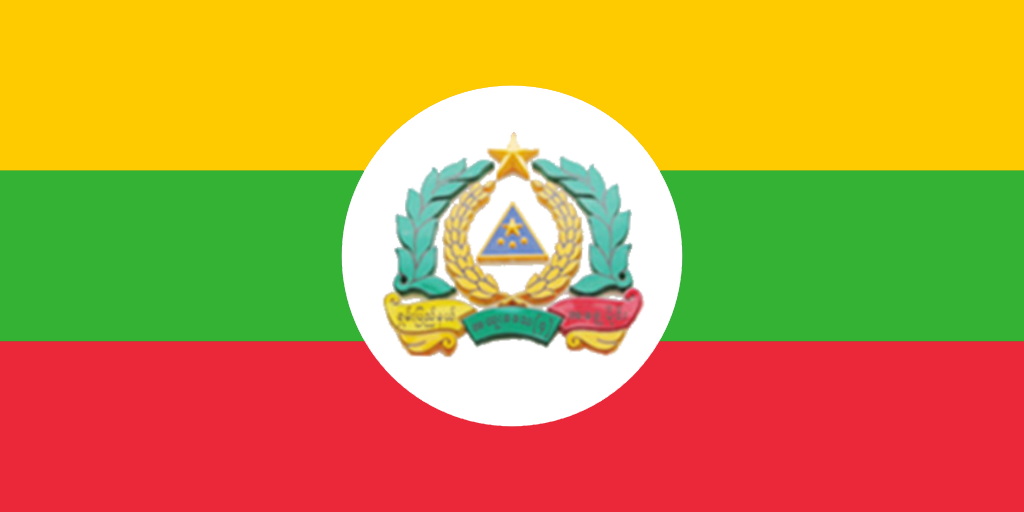
掸邦东部第四特区（小勐拉）旗帜
德昂邦旗帜

### 地方政权历史旗帜

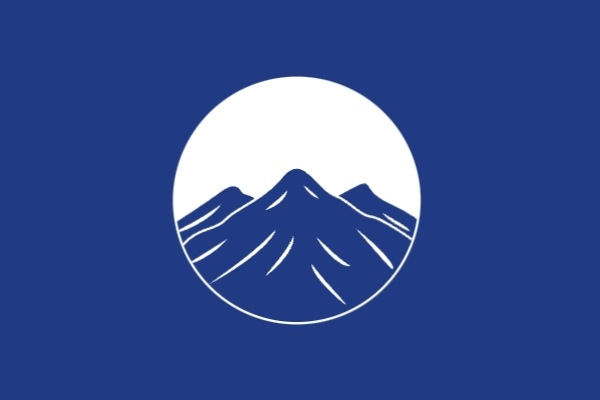
克欽邦旗幟 (2010年之前)
克耶邦旗幟 (1974-2010)
孟邦旗幟 (1974-2018)
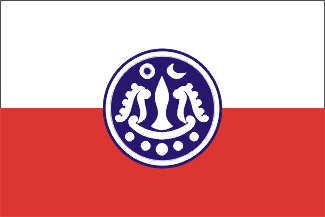
若開邦旗幟 (约2002年之前)
撣邦旗幟 (1947年2月12日至2010年使用)[24]
曼德勒省旗幟 (1974-2010)
曼德勒省旗幟 (2010-2021)
实皆省旗幟 (1974-2010)
实皆省旗幟 (2010-2019)
果敢自治区（2010-2024，已不复存在）

## 旧旗帜类似旗帜
1948年-1974年，以及1974年－2010年間採用的缅甸国旗，其樣式与萨摩亚国旗、中华民国国旗（青天白日滿地紅旗）、台灣民眾黨黨旗相似，有时易導致混淆。依照TVBS新聞報導，淡江大學東南亞所副教授林若雩表示，緬甸獨立前，與中華民國政府走得近，原因是需要外力支持，把英國趕走，所以類似的國旗設計是有這樣的淵源。
1949年，南京被解放軍圍攻時，緬甸駐南京大使館不得不修改國旗，因為它與中華民國國旗相似。

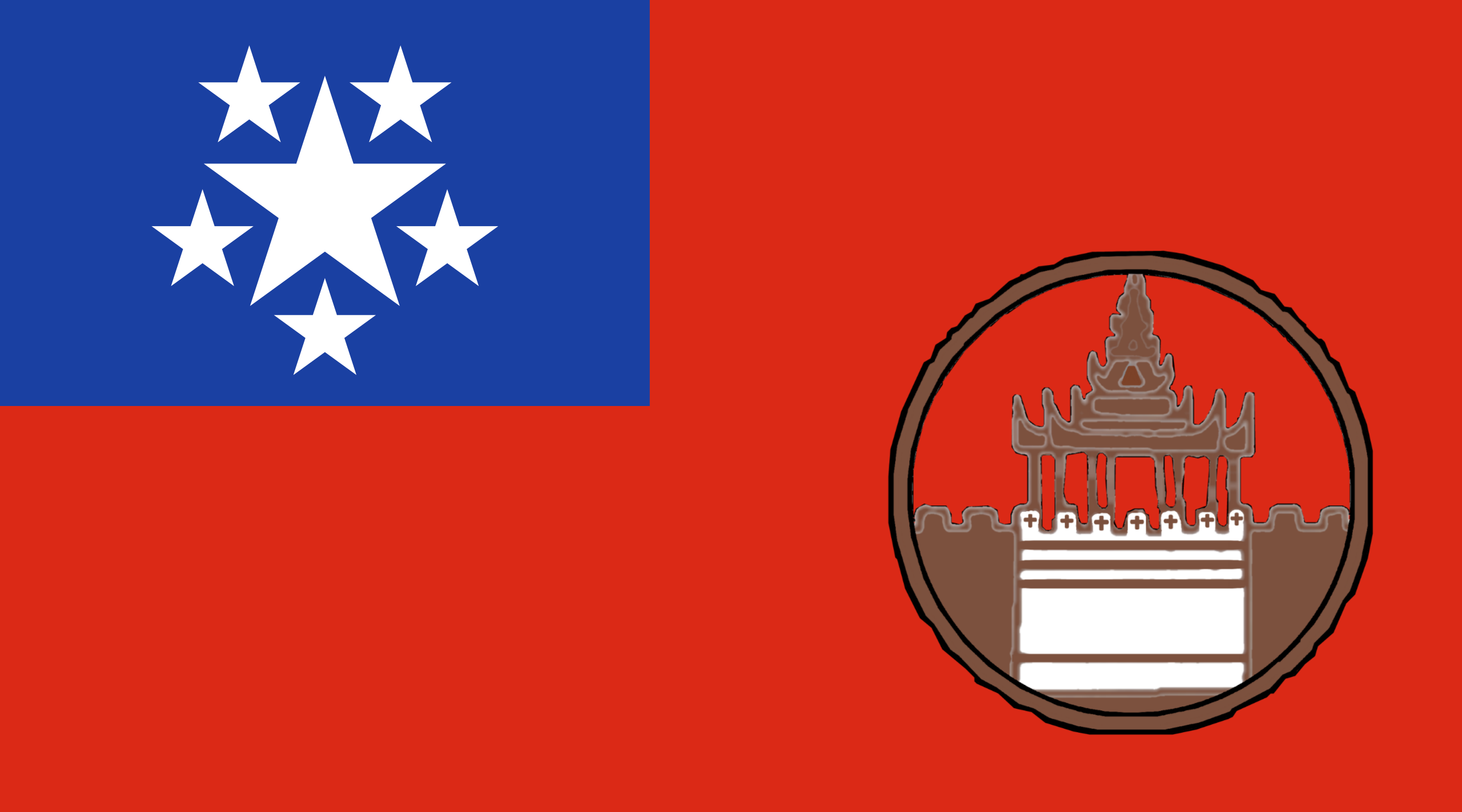
緬甸大使館旗幟(1949年)

在2008年北京奧運期間，由於青天白日滿地紅旗不能被攜帶進入會場，有部分台灣棒球迷攜帶当时的緬甸國旗進入棒球賽現場為中華成棒隊加油。
| 缅甸历史上的旗帜                                      | 与缅甸国旗相似国旗                                    | 其他旗帜 |
| - 緬甸聯邦國旗 - 緬甸聯邦社會主義共和國/緬甸聯邦 國旗 | - 薩摩亞國旗 - 中華民國國旗 - 高棉共和國國旗 （軍旗） | - 台灣民眾黨黨旗 - 越南光復會黨旗 （越南民國國旗建議案） - 越南復國同盟會黨旗 - 越南革命同盟會黨旗 - 苏格兰王国红船旗 - 大不列顛王國红船旗 （1707年－1801年） - 英国红船旗 |

### 目前情况
但在2010年10月21日緬甸採用新國旗後，緬甸國旗與以上旗幟的相似度大幅減少。

## 新旗帜类似旗帜
2010年开始采用的缅甸新国旗，其樣式则与玻利维亚国旗、立陶宛国旗、加纳国旗、社會主義衣索比亞國旗、南斯拉夫社會主義聯邦共和國國旗以及緬甸其國境內面積最大和人口最多的撣邦旗等相似。

### 国旗

#### 颜色接近
- 玻利维亚国旗
- 加纳国旗
- 几内亚比绍国旗
- 哥伦比亚玻利瓦省旗帜
- 厄瓜多尔民用旗和军旗
- 國旗
- 立陶宛國旗
- 喀麦隆国旗
- 塞内加尔国旗

#### 样式接近
- 加纳国旗（1964-1966）
- 索马里兰国旗
- 克罗地亚国旗（1947-1990）
- 斯洛文尼亚国旗（1945-1991）
- 塞尔维亚国旗以及黑山国旗（1946-1993）
- 南斯拉夫社會主義聯邦共和國國旗
- 南斯拉夫保加利亚民族代表旗
- 南斯拉夫匈牙利民族代表旗帜
- 南斯拉夫社會主義聯邦共和國民船旗

### 缅甸地方政权旗帜
- 掸邦旗、撣邦共和國國旗
（1947年－2010年）
- 掸邦旗
- 掸邦东部第四特区旗帜
- 掸邦东部民族民主同盟军旗帜

### 新国旗设计方案类似旗帜
- 缅甸國旗草圖
- 克伦邦
- 掸邦东部民族民主同盟军旗帜